# Pugh Rogefeldt

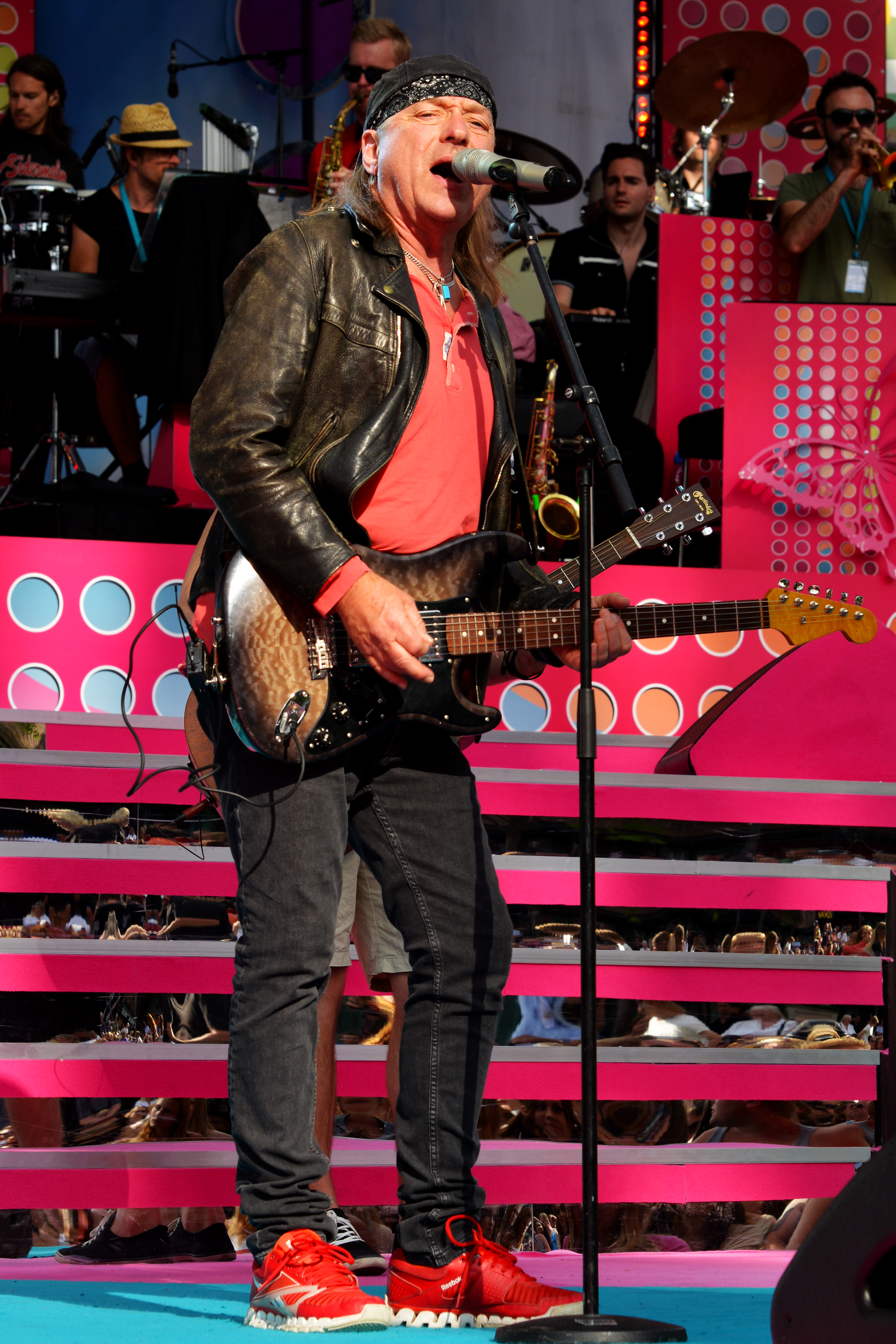
Pugh Rogefeldt (2013)

Pugh Rogefeldt (* 2. März 1947 als Anders Sture Torbjörn Rogefeldt in Västerås; † 1. Mai 2023) war ein schwedischer Sänger, Songwriter und Gitarrist.

## Leben
Rogefeldt sang in seiner Kindheit im Kirchenchor, ehe er in seiner Jugend bei verschiedenen Bluesbands spielte. Ende der 1960er verschickte er Demokassetten, einzig das Musiklabel Metronome Records zeigte Interesse. Mittlerweile war er jedoch zum Wehrdienst eingezogen worden, so dass er sich illegal von der Truppe entfernen musste, um seine 1968 veröffentlichte Debüt-Single Haru vart på cirkus aufzunehmen, wofür er mit einer dreimonatigen Gefängnisstrafe bedacht wurde.
1969 nahm Rogefeldt mit dem Gitarristen George Wadenius und dem Schlagzeuger und späteren Schauspieler Jan Karlsson von der Progressiveband Hansson und Karlsson sein Debütalbum „Ja, Dä ä Dä“ auf, das in Schweden zum kommerziellen Erfolg wurde und dort einen Grammy erhielt. Auch seine folgenden Alben waren von einer Mischung aus Bluesrock, Jazz, Funk und Folk geprägt. Damit konnte er vor allem in den 1970ern Erfolge feiern, wobei er seinerzeit mit etlichen bekannten schwedischen Musikern aus den verschiedensten Musikrichtungen wie Peps Persson, Janne Schaffer oder Ola Magnell zusammenarbeitete. Ab der Mitte des Jahrzehnts arbeitete er mit der Band Rainrock zusammen.
1978 versuchte sich Rogefeldt mit dem Lied Nattmara beim Melodifestivalen, der schwedischen Vorentscheidung zum Eurovision Song Contest, scheiterte jedoch unter anderem hinter dem späteren Teilnehmer Björn Skifs. Zudem trennte er sich von seiner Band und wechselte als Solokünstler zum Label EMI. In der Folge begann der schleichende Abstieg in der Karriere Rogefeldts, ehe er nach der Reunion mit Rainrock Mitte der 1980er mit dem selbstbetitelten Album Pugh Rogefeldt wieder einen kleineren Erfolg feiern konnte.
Nachdem es in der Folge erneut still um Rogefeldt wurde, kehrte er mit der Supergroup Grymlings, die er zusammen mit seinen Landsmännern Mikael Rickfors, Magnus Lindberg und Göran Lagerberg bildete, ins Rampenlicht zurück und veröffentlichte kurze Zeit später mit „Människors Hantverk“ ein eigenes Soloalbum. Nachdem sich dieses schlecht verkaufte, er jedoch mit dem Supergroup-Projekt Geld verdient hatte, setzte er sich zunächst zur Ruhe. 1999 erschien mit Pugh Maraton ein weiteres Album und im selben Jahr gab es ein Duett mit dem Rapper Petter Askergren auf dessen dreifach mit Platin ausgezeichneten Album Bananrepubliken.
2003 veröffentlichte Rogefeldt ein Best-Of-Album, mit dem er unter die Top Ten der schwedischen Charts kam. Beflügelt von dem Erfolg veröffentlichte er zwei Jahre später mit Unterstützung von Sylvester Schlegel von The Ark und Micke Lohse von Atomic Swing unter dem Namen Opluggad Pugh 1 ein Album mit akustischen Versionen seiner bekanntesten Titel. 2008 griff er erneut auf Unterstützung von The Ark zurück: produziert von Martin Axén stieg das Album Vinn Hjärta Vinn unter die besten zwanzig Titel der schwedischen Charts und hielt sich neun Wochen in der Hitparade.
2022 wurde der Asteroid (19927) Rogefeldt nach ihm benannt.

## Diskografie

### Alben
| Jahr | Titel                                         | Höchstplatzierung, Gesamtwochen, AuszeichnungChartsChartplatzierungen (Jahr, Titel, Platzierungen, Wochen, Auszeichnungen, Anmerkungen) | Anmerkungen |
| Jahr | Titel                                         | SE | Anmerkungen |
| ---- | --------------------------------------------- | --- | ----------- |
| 1977 | Bamalama                                      | SE8 (6 Wo.)SE |             |
| 1978 | Pugh 1968–1978                                | SE8 (6 Wo.)SE |             |
| 1978 | Attityder                                     | SE34 (5 Wo.)SE |             |
| 1981 | Het                                           | SE6 (7 Wo.)SE |             |
| 1983 | Face                                          | SE39 (1 Wo.)SE |             |
| 1986 | Pugh Rogefeldt                                | SE47 (1 Wo.)SE |             |
| 1991 | Människors hantverk                           | SE18 (6 Wo.)SE |             |
| 1999 | Maraton                                       | SE39 (2 Wo.)SE |             |
| 2003 | Pughs bästa                                   | SE4 (31 Wo.)SE |             |
| 2005 | Opluggad Pugh 1                               | SE31 (2 Wo.)SE |             |
| 2008 | Vinn Hjärta Vinn                              | SE12 (9 Wo.)SE |             |
| 2012 | Dä vä då dä – Pugh Rogefeldts bästa 1969-2012 | SE4 (21 Wo.)SE |             |

Weitere Alben
- 1969 – Ja, dä ä dä
- 1970 – Pughish
- 1972 – Hollywood
- 1973 – Pugh on the Rocks
- 1974 – Bolla och Rulla
- 1975 – Ett steg till
- 1985 – Hammarhjärta
- 1990 – Grymlings (mit Grymlings)
- 1992 – Grymlings II (mit Grymlings)

### Singles
| Jahr | Titel Album                                  | Höchstplatzierung, Gesamtwochen, AuszeichnungChartsChartplatzierungen (Jahr, Titel, Album, Platzierungen, Wochen, Auszeichnungen, Anmerkungen) | Anmerkungen |
| Jahr | Titel Album                                  | SE | Anmerkungen |
| ---- | -------------------------------------------- | --- | ----------- |
| 1978 | Nattmara Attityder                           | SE2 (4 Wo.)SE |             |
| 1981 | Stockholm Het                                | SE10 (7 Wo.)SE |             |
| 1990 | Snart kommer det en vind Människors hantverk | SE20 (1 Wo.)SE |             |